# Anthonotha
Anthonotha là một chi thực vật có hoa trong họ Đậu.